# Archipel des Glénan
Archipel des Glénan este o arie protejată (sit de importanță comunitară — SCI) din Franța întinsă pe o suprafață de 58.726 ha, din care 99 % marine.

## Localizare
Centrul sitului Archipel des Glénan este situat la coordonatele 47°43′46″N 4°00′32″W / 47.72944°N 4.00889°V.

## Înființare
Situl Archipel des Glénan a fost declarat arie specială de conservare în baza directivei 92/43 din 1992 referitoare la conservarea habitatelor naturale și a faunei și florei sălbatice pentru a proteja 3 specii de plante și 4 specii de animale.

## Biodiversitate
Situată în ecoregiunea atlantică, aria protejată conține 16 habitate naturale: Structuri submarine provocate de scurgeri de gaze, Depresiuni intradunale umede, Terase mlăștinoase și terase nisipoase neacoperite de apă la reflux, Faleze cu vegetație de pe coastele atlantice și baltice, Pășuni mediteraneene udate de apa mării (Juncetalia maritimi), Golfuri mici largi și golfuri puțin adânci, Bancuri de nisip acoperite în permanență slab de apă marină, Recifuri, Dune de coastă fixe cu vegetație erbacee („dune gri”), Dune mobile de-a lungul țărmului cu Ammophila arenaria („dune albe”), Vegetație anuală la limita mareei, Pășuni atlantice udate de apa mării (Glauco-Puccinellietalia maritimae), Vegetație perenă pe țărmurile stâncoase, Lagune de coastă, Salicornia și alte specii anuale care populează regiunile mlăștinoase și nisipoase, Dune mobile cu vegetație embrionară.
La baza desemnării sitului se află mai multe specii protejate:
- plante (3): Narcissus triandrus subsp. capax, Omphalodes littoralis, Rumex rupestris
- mamifere (4): Halichoerus grypus, marsuin (Phocoena phocoena), liliacul mare cu potcoavă (Rhinolophus ferrumequinum), delfin mare (Tursiops truncatus)

Pe lângă speciile protejate, pe teritoriul sitului au mai fost identificate 10 specii de plante, 3 specii de mamifere, 1 specie de nevertebrate, 3 specii de pești, 3 specii de reptile.